# ماتیو بیتس
ماتیو بیتس (انگلیسی: Matthew Bates؛ زادهٔ ۱۰ دسامبر ۱۹۸۶) یک بازیکن فوتبال اهل بریتانیا است.